# Romain Taofifénua
Romain Taofifénua (* 14. September 1990 in Mont-de-Marsan) ist ein französischer Rugby-Union-Spieler. Er spielt auf der Position des Zweite-Reihe-Stürmers für den Verein Lyon Olympique Universitaire und die französische Nationalmannschaft. Zu seinen Erfolgen gehören ein Europapokalsieg mit dem RC Toulon sowie ein Turniersieg mit Frankreich bei den Six Nations (mit einem Grand Slam).

## Biografie

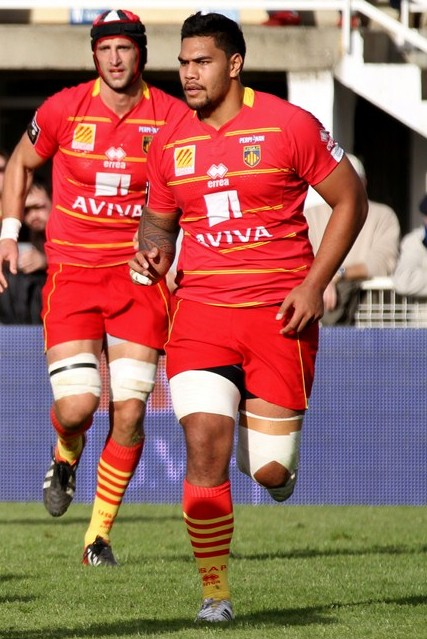
Taofifénua (rechts, 2012)

### Vereinskarriere
Er ist der Sohn des Rugbyspielers Willy Taofifénua, der ursprünglich aus dem französischen Überseegebiet Wallis und Futuna stammt und einst beim FC Grenoble unter Vertrag stand. Seine jüngeren Brüder Sébastien Taofifénua und Killian Taofifénua sind ebenfalls Rugbyspieler. Mit dem Rugby begann er bei der AS Fontaine und wechselte später zum AL Échirolles, zwei Vereinen in Vororten von Grenoble. 2005 zog er mit der Familie nach Limoges, nachdem sein Vater dort Spielertrainer der USA Limoges geworden war, und spielte dort zwei Jahre lang in der Juniorenmannschaft. In der Saison 2007/08 war Taofifénua bei der ASM Clermont Auvergne, kam aber in der ersten Mannschaft nie zum Einsatz, weshalb er nach einem Jahr zur USA Perpignan wechselte. Er blieb vorerst beim Nachwuchs, bis er dann im August 2010 sein Profidebüt in der Top 14 gab. 2014 musste die USA Perpignan in die Pro D2 absteigen, worauf Taofifénua beim RC Toulon unterschrieb.
Mit seinem neuen Verein gewann Taofifénua den European Rugby Champions Cup 2014/15, wobei er im Finale gegen Clermont in der zweiten Halbzeit eingewechselt wurde und somit zum 24:18-Sieg beitrug. Im Meisterschaftsfinale 2015/16 kam er ebenfalls in der zweiten Halbzeit aufs Feld, doch Toulon unterlag Racing 92 mit 21:29. Nicht im Einsatz stand er bei der 16:22-Finalniederlage gegen Clermont am Ende der Meisterschaft 2016/17. Bei der 19:32-Finalniederlage gegen die Bristol Bears im European Rugby Challenge Cup 2019/20 wurde Taofifénua nach der Pause ausgewechselt. Auf die Saison 2021/22 hin wechselte er zu Lyon Olympique Universitaire. Mit diesem gewann er den EPCR Challenge Cup 2021/22.

### Nationalmannschaft
Taofifénua vertrat Frankreich auf der U18- und U19-Stufe, mit der U20-Auswahl nahm er an den Juniorenweltmeisterschaften 2009 und 2010 teil. Sein erstes Test Match für die französische Nationalmannschaft bestritt er am 16. Juni 2012 als Einwechselspieler bei der 20:23-Niederlage gegen Argentinien. 2013 bestritt er seine beiden ersten Six-Nations-Partien gegen Wales und Italien. Nachdem er 2014 nicht aufgeboten worden war, kam er beim Six Nations 2015 fünfmal zum Einsatz. Im selben Jahr gehörte Taofifénua zum vorläufigen Kader der Weltmeisterschaft 2015, doch Nationaltrainer Philippe Saint-André berücksichtige ihn schließlich nicht. 2016 fehlte er erneut in allen Länderspielen.
In den folgenden Jahren kam Taofifénua sporadisch als Ergänzungsspieler zum Einsatz, schaffte es aber nie in die Stammformation. Beispielsweise gehörte er nicht dem Kader der Weltmeisterschaft 2019 an. Als die Franzosen das Six Nations 2022 mit einem Grand Slam für sich entschieden, war er in vier von fünf Spielen beteiligt. Beim Six Nations 2023 spielte er in allen fünf Begegnungen.

## Erfolge
RC Toulon:
- Sieger European Rugby Champions Cup: 2015
- Finalist EPCR Challenge Cup: 2020
- Meisterschaftsfinalist: 2016, 2017

Lyon Olympique Universitaire:
- Sieger EPCR Challenge Cup: 2022

Frankreich:
- Sieger Six Nations: 2022
- Grand Slam: 2022